# Panther Racing
Panther Racing är ett amerikanskt racingteam, som deltar i IndyCar Series och Indy Lights.

## Historia
Stallet grundades av sex personer inför säsongen 1998, då man ställde upp i Indy Racing League. Stallets förste förare blev kanadensaren Scott Goodyear, som blev sjua i mästerskapet. Goodyear tog stallets första seger säsongen 1999 på Phoenix International Raceway, och han vann även på Texas Motor Speedway under sin väg till en niondeplats i mästerskapet. Goodyears sista säsong var 2000, då han blev tvåa i mästerskapet efter att ha vunnit karriärens sista race. Efter säsongen anställde teamet det unga löftet Sam Hornish Jr för 2001. Hornish överraskade genom att vinna sina två första tävlingar för Panther och vann till slut mästerskapet redan under sin första hela säsong. Året därpå fick Panther tuffare konkurrens, sedan Marlboro Team Penske anslutit till serien från CART, där de vunnit två raka titlar genom Gil de Ferran. De Ferran och Hélio Castroneves bjöd Hornish på hårt motstånd under 2002, men tack vare segrar i de två sista tävlingarna kunde Hornish ta ännu en titel. Det sista året i Panthers storhetstid var året därpå. Scott Dixon och Tony Kanaan anslöt från CART med Chip Ganassi Racing respektive Andretti Green Racing, och tillsammans med Penskeförarna var de för svåra att besegra för Hornish, som visserligen vann tre tävlingar, och en seger i den sista tävlingen hade gett honom titeln, men han tvingades bryta, och blev därmed femma i mästerskapet.
Efter det flyttade Hornish till Penske, och stallets Chevroletmotor höll inte måttet under 2004, vilket gjorde det till en mycket dålig säsong för Panther. Under 2005 tog Scheckter stallets sista seger under decenniet på Texas, men var ingen faktor i mästerskapet. Stallet hade sedan ekonomiska svårigheter, men lyckades ändå köra en bil för Vitor Meira under de kommande tre åren, utan att lyckas vinna några tävlingar. Inför säsongen 2009 satsade stallet på Ganassis före detta mästare Dan Wheldon, som fick sponsorskap av National Guard. Han slutade tia i mästerskapet, med en andraplats i Indianapolis 500 som största framgång.